# Грин, Молли
Мо́лли Грин (англ. Mollie Green; родилась 4 августа 1997) — английская футболистка, полузащитник женской команды «Ноттингем Форест».

## Клубная карьера
В 2014 году стала игроком женской команды футбольного клуба «Ливерпуль». Выступала в основном за молодёжные составы, сыграв только три официальных матча в первой команде «Ливерпуля».
В марте 2017 года Молли перешла в «Эвертон» с целью получения большей игровой практики. Дебютировала за «ирисок» в апреле в матче против «Миллуолл Лайонессис», а через месяц забила свой первый гол в матче против «Лондон Биз», благодаря которому её команда выиграла второй дивизион «весенней серии» Женской суперлиги 2017 года.
По окончании сезона 2017/18 «Эвертон» расторг контракт с Молли Грин по взаимному согласию.
13 июля 2018 года стало известно, что Молли Грин станет игроком только что образованной команды Чемпионшипа «Манчестер Юнайтед» в её первом сезоне. Свой первый гол за «Юнайтед» Грин забила в первом матче Чемпионшипа сезона 2018/19 в ворота женской команды «Астон Вилла». 25 ноября 2018 года Молли сделала первый в своей профессиональной карьере хет-трик в матче против «Миллуолл Лайонессис». Грин забила 5 мячей в 3 матчах Чемпионшипа в ноябре и была признана лучшим игроком месяца по его итогам.

## Карьера в сборной
В 2015 году дебютировала в составе женской сборной Англии до 19 лет. Всего провела за эту сборную 5 матчей.